# 恋人を取られて
「恋人を取られて」（こいびとをとられて、英語：Somebody Stole My Gal）は、レオ・ウッドによる1918年のポピュラー・ソングである。
テッド・ウィームズ・アンド・ヒズ・オーケストラが1924年に演奏したインスツルメンタルは、ミリオンセラーとなりヒットチャート1位を5週間記録した。
ピー・ウィー・ハント・アンド・ヒズ・オーケストラが1954年に演奏したインスツルメンタルは、吉本興業が吉本新喜劇のオープニング曲として用い、特に大阪と周辺地域ほかで広範に認知が高い。
いくつかのハリウッド映画で取り上げられている。
- The Tip-Off（1931年）
- Somebody Stole My Gal（1931年）
- Little Jack Little & Orchestra（1936年）
- When Willie Comes Marching Home （1950年）
- My Favorite Year（1982年）
- The Grass Harp （1995年）
- メリンダとメリンダ（2004年）
- アビエイター（2004年）

## その他の録音
- Florence Millett - 1918年
- Ted Weems & His Orch. (Instr.) - 1924年
- フレッチャーヘンダーソン& His Orch. - 1924年
- ビックス・バイダーベック - 1928年
- Fred Elizalde & His Anglo American Band - 1928年
- Bennie Moten's Kansas City Orch. - 1930年
- Ted Lewis & His Band（ボーカル：Ted Lewis）- 1931年
- キャブ・キャロウェイ& His Orch. - 1931年
- Billy Cotton & His Band - 1931年（コットンは自身のテーマ曲として使用）
- ファッツ・ウォーラー& His Rhythm - 1935年
- ディック・ミネ - 1935年（日本語カバー「君いずこ」）
- Virgil Childers - 1938年（ノースカロライナ州シャーロット録音[3]）
- カウント・ベイシー& His Orch. - 1940年
- ベニー・グッドマン& His Orch.（コロムビア-35916）- 1940年
- Johnnie Ray - 1952年（1953年全英シングルチャート6位）[4]
- John Serry Sr. and his ensemble for "RCA Thesaurus" - 1954
- Pee Wee Hunt and his orchestra - 1954年（アルバム『Swingin'Around』収録）
- ジム・クウェスキン& The Jug Band - 1965年 Greatest Hits
- Jimmy Roselli - 1967年
- メル・ブランク - 時期不明